# Чорна (АР Крим)

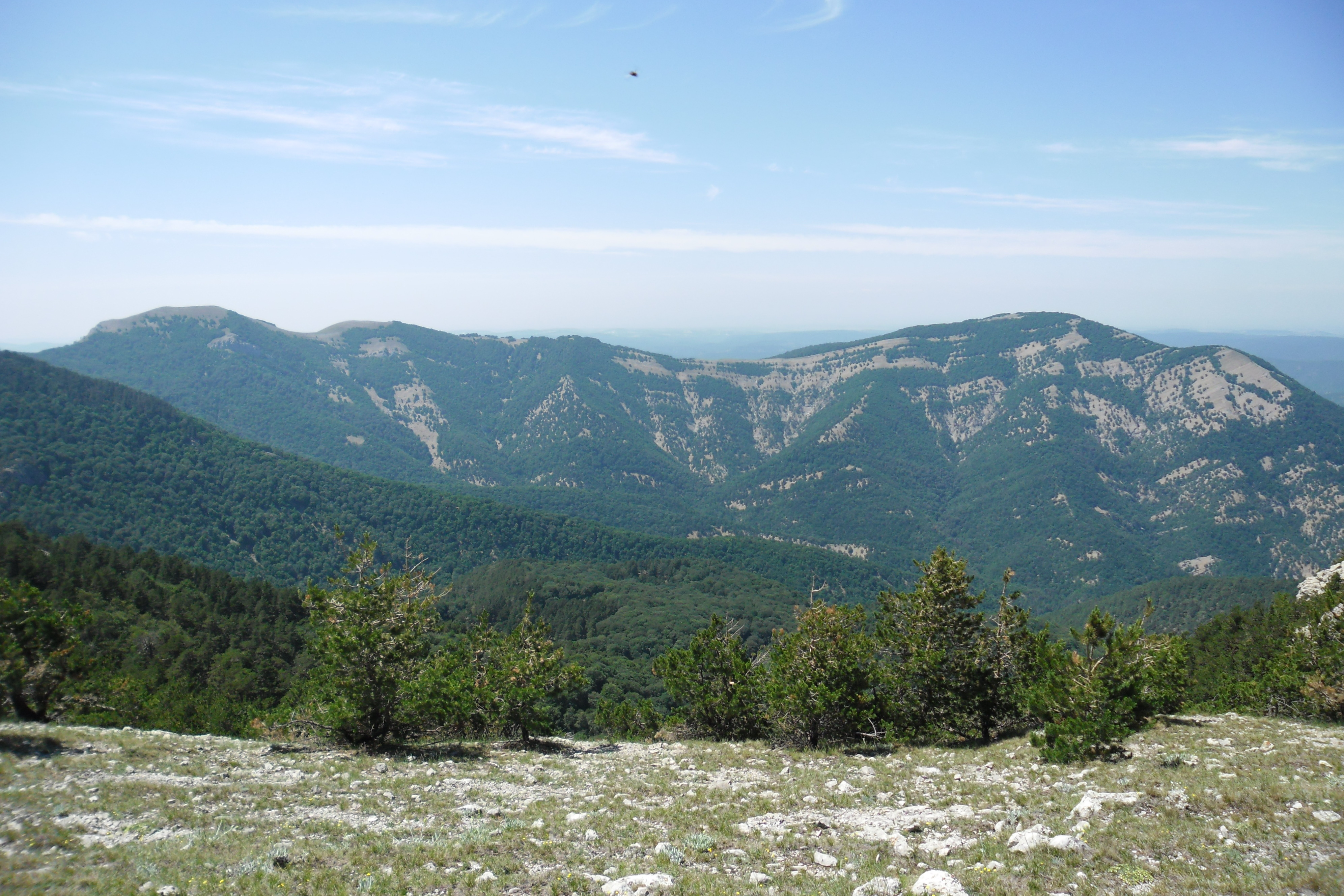
Хребет Синап-Даг. Світлина з Бабуган-яйли. Крайня права гора — Чорна. На передньому плані — хребет Біюк-Сенон

Гора Чорна (крим. Qara) — гора з плоскою голою вершиною, оперезаною з трьох боків лісом, на південному схилі серед рідколісся яри і скельні пояси. Північно-східна окраїна гірського хребта Синап-Даг. Висота гори — 1307 м. На вершині гори встановлено репер.